# 鼬鯊
鼬鲨（學名：Galeocerdo cuvier），全稱居氏鼬鯊，又称虎鲨（但也可指虎鯊目下所有鲨种，又譯作異齒鯊目），為鼬鲨屬的唯一一種現存的鲨鱼。

## 分布
本魚分布於全球各大洋亞熱帶及溫帶海域。大西洋方面從北美到加勒比再到南美，太平洋方面從日本到紐西蘭，另外非洲等地也有目擊，分布甚廣。

## 特徵
本魚體粗壯且延長，眼圓，瞬膜發達。牙齒銳利，邊緣具明顯鋸齒。體背側藍黑色，幼鯊具白色大理石斑紋，成魚則轉變為數條淡色橫帶，似老虎斑紋；腹側白色。尾基上方具一凹窪。成年鼬鯊平均體長約4公尺，體重約400-635公斤。但根據世界魚類資料庫，有6公尺807公斤的大型個體紀錄。甚至還有9.2公尺長的傳聞。具體壽命未知，但至少可以活12年以上。

## 生態
常棲息在沿岸或港口區，偶爾會進入河口區。攻擊性強，有攻擊人的紀錄。和大白鲨，公牛鲨經常被一起提到，被認為是“最危險的鯊魚之一”。牠們對人類的的攻擊率為三種鯊魚中最低，但一旦攻擊則致死性最強。
夜行性，肉食，基本上抓得到的都吃。以其他的鯊魚（包括小型的同類）、魟魚、硬骨魚類、海洋哺乳動物（海豚有時會為了避免被捕食而繞開有鯊魚的海域）、海龜、海鳥、海蛇、烏賊、甲殼動物、水母等為食，有時還吃鯨的屍體。另外也有在其胃中發現垃圾、金屬片、塑膠或麻布袋的紀錄
。
卵胎生，每胎產下10～80尾幼鯊。懷孕期為16個月。
視力和嗅覺都極其敏感，還可以感覺到低頻率的壓力波。就算在能見度很低的水裡也能捕食。
基本上屬於頂級掠食者，除人類以外，鼬鯊一般只會被比自己大的同類獵殺。但也有被虎鯨捕食的情況。

## 經濟利用
食用魚，可做成魚漿、沙魚煙、魚排等，魚鰭可做成魚翅；魚皮可做成皮革，魚肝可做成魚肝油，是著名的遊釣魚種。也因為過度捕獵被IUCN評為“近危”等級。

## 外部鏈結
- 维基共享资源上的相關多媒體資源：鼬鯊
- 20 pictures of tiger sharks
- Pictures of the tiger shark （页面存档备份，存于）